# Персонажи из мира животных детских книг (совместный выпуск марок)

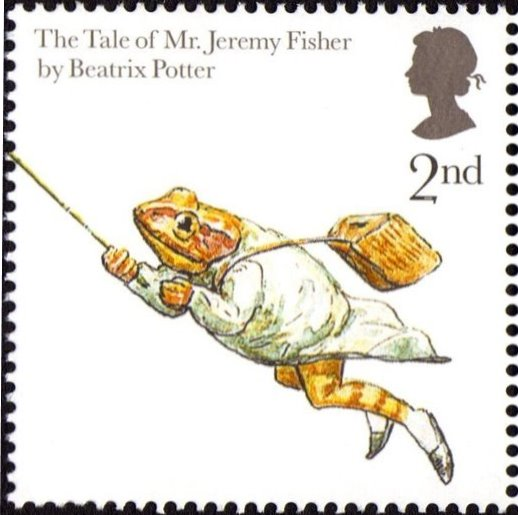
Беатрис Поттер «Сказка про мистера Джереми Фишера». Великобритания, 2006

Персона́жи из ми́ра живо́тных де́тских книг — первый совместный выпуск Великобритании и США почтовых марок. В 2006 году прошло 100 лет с тех пор, как лягушонок Джереми Фишер английской детской писательницы и художницы Беатрикс Поттер впервые появился в жизни детей. Но рыбак-амфибия — лишь одно из многих очаровательных созданий из мира животных, которые нашли свой путь на книжные полки миллионов домов. Эти сказки о животных прославляют непреходящую популярность и универсальную привлекательность иллюстрированных детских книг по обе стороны Атлантики в специальном совместном выпуске британской Королевской почты с Почтовой службой США (USPS). Этот выпуск представляет животных-героев детской литературы, из которой и взяты рисунки марок. Обе почтовые администрации выбрали по семь отечественных книг и одну книгу другой страны для изображения на марках животных из них.
Британская Королевская почта представила на марках следующие семь персонажей из британских книг:
- лягушонок Джереми Фишер из книги Беатрикс Поттер (1906);
- собачка Киппер[англ.] из книги Мика Инкпена[англ.] (1989);
- огромный крокодил[англ.] из книги Роальда Даля (1978);
- медвежонок Паддингтон из книги Майкла Бонда (1958);
- котёнок Бутс из книги Сатоси Китамуры[англ.] (1998);
- Белый Кролик из книги Льюиса Кэрролла (1865);
- мышка Мейси из книги Люси Казинс[англ.] (1990).

Почтовой службой США были представлены изображения следующих семи существ из американских книг:
- очень голодная гусеница из книги Эрика Карла (1969);
- поросёнок Уилбур из книги Элвина Брукса Уайта (1952);
- лисёнок Фокс из книги Доктора Сьюза (1965);
- чудовище из книги Мориса Сендака (1963);
- обезьянка Джордж[англ.] из книги Маргрет и Х. А. Рей (1939);
- хрюшка Оливия[англ.] из книги Иана Фальконера[англ.] (2000);
- мышонок Фредерик из книги Лео Лионни[англ.] (1967).

На рисунке восьмой марки Королевская почта изобразила существо из мира животных «очень голодная гусеница» из американской подборки, а Почтовая служба США — персонаж из мира животных «мышка Мейси» из британского набора. Таким образом, в совместном выпуске представлено 14 разных марок, и только две из них общие для выпусков обеих стран. Дата выпуска 10 января 2006 года.

## История совместного выпуска
До 1800-х годов дети считались маленькими взрослыми, и лишь немногие писали для них книги, причём большинство этих ранних детских книг были учебниками. В 1800-х годах талантливые писатели и художники начали создавать книги для развлечения детей. К середине 1800-х цветные картинки появились во многих детских книгах, отчасти благодаря достижениям в области цветной печати.
В 1900-х годах детская литература процветала, было написано больше книг, чем за все предыдущие столетия. В большом количестве выпускались книжки с картинками для маленьких детей. В середине XX века появились книги для начинающих читателей с простыми рассказами и ограниченным словарным запасом. Американский детский писатель и мультипликатор Теодор Сьюз Гейзель (доктор Сьюз) был одним из первых, кто создавал подобные книги. Тематика детской литературы охватывает людей, предметы, игрушки, животных и фантастических существ, живущих в реальном и воображаемом мире ребёнка.
В 2006 году прошло 100 лет с тех пор, как лягушонок Джереми Фишер английской детской писательницы и художницы Беатрикс Поттер впервые появился в жизни детей. Но рыбак-амфибия — лишь одно из многих очаровательных созданий из мира животных, которые нашли свой путь на книжные полки миллионов домов. Эти сказки о животных прославляют непреходящую популярность и универсальную привлекательность иллюстрированных детских книг по обе стороны Атлантики в специальном совместном выпуске британской Королевской почты с Почтовой службой США (USPS).
Для изображения на марках животных обе почтовые администрации выбрали по семь книг отечественного производства плюс восьмую книгу «по ту сторону пруда» (из-за океана (англ. “across the pond”)). Британская Королевская почта представила на марках следующие семь персонажей из британских книг (указаны первые издания и их авторы):
- лягушонок Джереми Фишер из книги Беатрикс Поттер «Сказка про мистера Джереми Фишера[англ.]» (1906);
- собачка Киппер[англ.] из книги Мика Инкпена[англ.] «Голубой воздушный шар» (англ. The Blue Balloon) (1989);
- огромный крокодил[англ.] из книги Роальда Даля «Огромный крокодил» (англ. The Enormous Crocodile) (1978);
- медвежонок Паддингтон из книги Майкла Бонда «Медвежонок по имени Паддингтон» (англ. A Bear Called Paddington) (1958);
- котёнок Бутс из книги Сатоси Китамуры[англ.] «Пора купать Бутса» (англ. Bathtime Boots) (1998);
- Белый Кролик из книги Льюиса Кэрролла «Алиса в Стране чудес» (1865);
- мышка Мейси из книги Люси Казинс[англ.] «Мейси идёт плавать» (англ. Maisy Goes Swimming) (1990).

Почтовой службой США были представлены изображения следующих семи существ из американских книг (указаны первое издание и его автор):
- очень голодная гусеница из книги Эрика Карла «Очень голодная гусеница» (1969);
- поросёнок Уилбур из книги Элвина Брукса Уайта «Паутина Шарлотты» (1952);
- лисёнок Фокс из книги Доктора Сьюза «Фокс в носках[англ.]» (1965);
- чудовище из книги Мориса Сендака «Там, где живут чудовища» (1963);
- обезьянка Джордж[англ.] из книги Х. А. Рей «Сесили Ж. и девять обезьян[англ.]» (1939);
- хрюшка Оливия[англ.] из книги Иана Фальконера[англ.] «Оливия[англ.]» (2000);
- мышонок Фредерик из книги Лео Лионни[англ.] «Фредерик[англ.]» (1967).

На рисунке восьмой марки Королевская почта изобразила существо из мира животных «очень голодная гусеница» из американской подборки, а Почтовая служба США — персонаж из мира животных «мышка Мейси» из британского набора. Таким образом, в совместном выпуске представлено 14 разных марок, и только две из них общие для выпусков обеих стран. Восемь британских марок были выпущены четырьмя отдельными парами-сцепками, каждая на своём марочном листе. Восемь американских марок напечатаны на марочных листах сцепками по восемь штук (оформление художника Дерри Нойес (англ. Derry Noyes), на обороте — краткое описание книг).
Номинал американских марок планировался в 37 центов, но поскольку в январе 2006 года почтовые тарифы выросли, он составил 39 центов. Американские самоклеящиеся марки вышли на листах по 16 штук с взаимосвязанной просечкой, поэтому, в отличие от британских самоклеящихся марок этого совместного выпуска, трудно отделить только одну марку от марочного листа. Церемония выпуска первого дня состоялась в Музее Мацца Университета Финдли, Павильон изящных искусств Гарднера (англ. Gardner Fine Arts Pavilion), Финдли, Огайо.
Были выпущены также совместные конверты первого дня с художественными почтовыми штемпелями Великобритании и США, поставленными на одном конверте: штемпелем Великобритании погашены британские марки, штемпелем США — американские.

## Верификация совместного выпуска
В следующих источниках говорится об описанных в статье марках как о совместном выпуске Великобритании и США 2006 года.
- Британская компания Norvic Philatelics: «Это совместный выпуск с Почтовой службой США (USPS)» (англ. This is a joint issue with USPS)[2].
- Американский каталог «Скотт», Великобритания: «Смотрите № 3987, 3990 Соединённых Штатов» (англ. See United States Nos. 3987, 3990) — две марки[6].
- Немецкий каталог «Михель», Великобритания: «Совместный выпуск c № 4020—4027Соединённых Штатов Америки» (нем. Parallelausgabe mit Vereinigte Staaten von Amerika MiNr. 4020 bis 4027) — восемь марок[7].
- Французский каталог «Ивер и Телье», Великобритания: «Совместный выпуск с Соединёнными Штатами для № 2718 и 2719» (фр. Émission commune avec les Etats-Unis pour les n° 2718 et 2719) — две марки[8].
- Американский каталог «Скотт», США: «Смотрите № 2340—2341 Великобритании» (англ. See Great Britain Nos. 2340-2341) — две марки[3].
- Немецкий каталог «Михель», США: «Совместный выпуск c № 2366—2373 Великобритании» (нем. Parallelausgabe mit Großbritannien MiNr. 2366–2373) — восемь марок[9].
- Французский каталог «Ивер и Телье», США: «Совместный выпуск с Великобританией для № 3736 и 3739» (фр. Émission commune avec la Grande-Bretagne pour les n° 3736 et 3739) — две марки[10].
- Некоторые двойные (с гашениями Великобритании и США одновременно) конверты первого дня[5].

## Названия совместного выпуска
Общего названия совместного выпуска не существует. Имеются только названия выпусков, британского и американского, составляющих совместный выпуск. Стандартных названий серий почтовых марок также не существует. В каждом каталоге почтовых марок используются свои собственные названия серий. Иногда они совпадают друг с другом. Название выпусков передаёт взгляд каталога и страны, где выпущен каталог, на причину выпуска и тематику почтовых марок.
| № | Страна         | Каталог «Скотт»                                                             | Каталог «Михель»                                                                     | Каталог «Стэнли Гиббонс»                                           | Каталог «Ивер и Телье»                                                     |
| - | -------------- | --------------------------------------------------------------------------- | ------------------------------------------------------------------------------------ | ------------------------------------------------------------------ | -------------------------------------------------------------------------- |
| 1 | Великобритания | Животные из детских книг (англ. Animals from Children's Books). № 2334—2341 | Персонажи-животные из детских книг (нем. Tierfiguren aus Kinderbüchern). № 2366—2373 | Сказки о животных (англ. Animal Tales). № 2589—2596                | Сказки о животных (фр. Contes sur les animaux). № 2712—2719                |
| 2 | США            | Животные детских книг (англ. Children's Book Animals). № 3987—3994          | Персонажи-животные из детских книг (нем. Tierfiguren aus Kinderbüchern). № 4020—4027 | Животные детских книг (англ. Children's Book Animals). № 4526—4533 | Животные из детских книг (фр. Animaux de livres pour enfants). № 3736—3743 |

## Описание рисунков марок и их авторы

Сказки о животных. 8 британских марок 2006 года

Изображения на марках персонажей детской литературы скопированы из определённых изданий. По книге, откуда взят рисунок, составляется представление о характере рисунка и становится известен его автор. Британские персонажи:
- лягушонок Джереми Фишер:

- книга: Беатрикс Поттер «Сказка про мистера Джереми Фишера» (1906);
- художник: Беатрикс Поттер (1866—1943);

- собачка Киппер[англ.]:

- книга: Мик Инкпен «Киппер» (англ. Kipper) (1991);
- художник: Мик Инкпен (1952);

- огромный крокодил[англ.]:

- книга: Роальд Даль «Огромный крокодил» (англ. The Enormous Crocodile) (1978);
- художник: Квентин Блейк (1932);

- медвежонок Паддингтон:

- книга: Майкл Бонд «Ещё о Паддингтоне» (англ. More About Paddington) (1959);
- художник: Пегги Фортнум (1919—2016);

- котёнок Бутс:

- книга: Сатоси Китамура «Смешные приключения Бутса» (англ. The Comic Adventures of Boots) (2002);
- художник: Сатоси Китамура (1956);

- Белый Кролик:

- книга: Льюис Кэрролл «Алиса в Стране чудес» (1865);
- художник: Хелен Оксенбери (1938);

- мышка Мейси:

- книга: Люси Казинс «Азбука Мейси» (англ. Maisy's ABC) (1994);
- художник: Люси Казинс (1964);

★ имеется американская марка с таким же рисунком из книги, изданной в США (1995).
Американские персонажи (см. оборот американского марочного листа):
- очень голодная гусеница:

- книга: Эрик Карл «Очень голодная гусеница» (1969, 1987);
- художник: Эрик Карл (1929—2021);

★ имеется британская марка с таким же рисунком и со сквозными круглыми отверстиями диаметром 3 и 5 мм, «проеденными гусеницей», как на страницах книги:
- поросёнок Уилбур:

- книга: Элвин Брукс Уайт «Паутина Шарлотты» (1952);
- художник: Гарт Уильямс (1912—1996);

- лисёнок Фокс:

- книга: Доктор Сьюз «Фокс в носках» (1965);
- художник: Доктор Сьюз (1904—1991);

- чудовище:

- книга: Морис Сендак «Там, где живут чудовища» (1963);
- художник: Морис Сендак (1928—2012);

- обезьянка Джордж[англ.]:

- книга: Маргрет Рей «Любопытный Джордж запускает воздушного змея» (1958);
- художник: Х. А. Рей (1898—1977);

- хрюшка Оливия[англ.]:

- книга: Иан Фальконер «Оливия» (2000);
- художник: Иан Фальконер (1959—2023);

- мышонок Фредерик:

- книга: Лео Лионни «Фредерик» (1967);
- художник: Лео Лионни (1910—1999).

Марочный лист США. Оформление: Дерри Нойес (англ. Derry Noyes).

Животные любимых детских книг. Марочный лист США 2006 года и его оборот

## Содержание совместного выпуска
Паспорт серии почтовых марок, то есть такое её описание, по которому можно определить, принадлежит ли конкретная марка совместному выпуску, состоит из содержания и шаблона.
Содержание совместного выпуска определяется памятным текстом на марках, а также на марочных листах (см. марочные листы):
- лягушонок Джереми Фишер:

- Великобритания, марка. Беатрикс Поттер «Сказка про мистера Джереми Фишера» (англ. The Tale of Mr. Jeremy Fisher by Beatrix Potter);

- номинал «2nd» (второй класс) (Mi 2366; Sc 2334; SG 2589; Yt 2712);

- собачка Киппер[англ.]:

- Великобритания, марка. Мик Инкпен «Киппер» (англ. Kipper by Mick Inkpen);

- номинал «2nd» (Mi 2367; Sc 2335; SG 2590; Yt 2713);

- огромный крокодил[англ.];

- Великобритания, марка. Роальд Даль «Огромный крокодил». Иллюстрации Квентина Блейка (англ. The Enormous Crocodile by Roald Dahl. Illustrated by Quentin Blake);

- номинал «1st» (первый класс) (Mi 2368; Sc 2336; SG 2591; Yt 2714);

- медвежонок Паддингтон:

- Великобритания, марка. Майкл Бонд «Ещё о Паддингтоне». Иллюстрации Пегги Фортнум (англ. More About Paddington by Michael Bond. Illustrated by Peggy Fortnum);

- номинал «1st» (Mi 2369; Sc 2337; SG 2592; Yt 2715);

- котёнок Бутс:

- Великобритания, марка. Сатоси Китамура «Смешные приключения Бутса» (англ. Comic Adventures of Boots by Satoshi Kitamura);

- номинал «42» (пенса) (Mi 2370; Sc 2338; SG 2593; Yt 2716);

- Белый Кролик.

- Великобритания, марка. Льюис Кэрролл «Алиса в Стране чудес». Иллюстрации Хелен Оксенбери (англ. Alice’s Adventures in Wonderland by Lewis Carroll. Illustrated by Helen Oxenbury);

- номинал «42» (пенса) (Mi 2371; Sc 2339; SG 2594; Yt 2717);

- мышка Мейси:

- Великобритания, марка. Люси Казинс «Азбука Мейси» (англ. Maisy's ABC by Lucy Cousins);

- номинал «68» (пенсов) (Mi 2373; Sc 2341; SG 2596; Yt 2719);

- США, марка. Мейси (англ. Maisy);

- номинал «39» (центов) (Mi 4023; Sc 3990; SG 4529; Yt 3739);

- США, оборот марочного листа. Иллюстрации Люси Казинс помогают маленьким детям полюбить её звёздную мышку Мейси. В «Азбуке Мейси», опубликованной в Великобритании в 1994 году и в США в 1995 году, Мейси оживляет букву «Q», одеваясь как королева (англ. Lucy Cousins' childlike illustrations help endear her mouse star Maisy to young children. In Maisy’s ABC-published in the United Kingdom in 1994 and the U.S. in 1995-Maisy brings the letter «Q» to life by dressing as a queen.);

Американские персонажи (см. марочные листы):
- очень голодная гусеница:

- Великобритания, марка. Эрик Карл «Очень голодная гусеница» (англ. The Very Hungry Caterpillar by Eric Carle);

- номинал «68» (пенсов) (Mi 2372; Sc 2340; SG 2595; Yt 2718);

- США, марка. Очень голодная гусеница (англ. The Very Hungry Caterpillar by Eric Carle);

- номинал «39» (центов) (Mi 4020; Sc 3987; SG 4526; Yt 3736);

- США, оборот марочного листа. Используя коллаж из разрисованной папиросной бумаги, ставший его фирменным стилем, Эрик Карл создал свою классическую книгу «Очень голодная гусеница» (1969 и 1987), в которой рассказывается оптимистическая история превращения гусеницы в прекрасную бабочку (англ. Using what has become his signature style painted tissue paper collage, Eric Carle crafted his classic book The Very Hungry Caterpillar (1969 and 1987), which tells the hopeful story of a Caterpillar’s transformation into a beautiful butterfly.);

- поросёнок Уилбур:

- США, марка. Уилбур (англ. Wilbur);

- номинал «39» (центов) (Mi 4021; Sc 3988; SG 4527; Yt 3737);

- США, оборот марочного листа. Иллюстратор Гарт Уильямс оформил полюбившейся персонаж, поросёнка Уилбура, с которым подружилась паучиха, в «Паутине Шарлотты» (1952), классической книге Э. Б. Уайта о верности, храбрости и сострадании (англ. Illustrator Garth Williams gave form to the endearing character of Wilbur, the pig who is befriended by a spider in Charlotte’s Web (1952), E. B. White’s classic book about loyalty, bravery, and compassion.);

- лисёнок Фокс:

- США, марка. Фокс в носках (англ. Fox in Socks);

- номинал «39» (центов) (Mi 4022; Sc 3989; SG 4528; Yt 3738);

- США, оборот марочного листа. Впервые опубликованный в 1965 году Доктором Сьюзом (псевдоним Теодора Сьюза Гейзеля), «Фокс в носках» рассказывает о хитром рыжем лисёнке в ярко-синих носках, который увлекает начинающих читателей рифмованной залихватской болтовнёй (англ. First published in 1965 by Dr. Seuss (the pen name of Theodor Seuss Geisel), Fox in Socks features a tricky red fox in bright blue socks, who leads beginning readers on a rhyming, rollicking tongue-twisting romp.);

- чудовище:

- США, марка. Чудовище (англ. Wild Thing);

- номинал «39» (центов) (Mi 4024; Sc 3991; SG 4530; Yt 3740);

- США, оборот марочного листа. В полюбившейся книге Мориса Сендака «Где обитают чудовища» (1963) рассказывается о мальчике Максе, который отправляется в воображаемую страну, где становится королём чудовищ, а затем возвращается домой, где его любят «больше всех» (англ. Maurice Sendak’s beloved book Where the Wild Things Are (1963) features a boy named Max who travels to an imaginary land where he becomes king of the Wild Things and then returns home, where he is loved «best of all.»);

- обезьянка Джордж[англ.]:

- США, марка. Любопытный Джордж (англ. Curious George);

- номинал «39» (центов) (Mi 4025; Sc 3992; SG 4531; Yt 3741);

- США, оборот марочного листа. Маргрет и Х. А. Рей познакомили американских читателей с очаровательной и озорной обезьянкой Любопытным Джорджем в 1941 году. В книге «Любопытный Джордж запускает воздушного змея» (1958) Джордж начинает своё захватывающее приключение с посещения семьи кроликов, живущих дальше по дороге (англ. Margret and H.A. Rey introduced American readers to a charming and mischievous monkey named Curious George in 1941. In Curious George Flies a Kite (1958), George begins his high-flying adventure by visiting the family of rabbits down the road.);

- хрюшка Оливия[англ.]:

- США, марка. Оливия (англ. Olivia);

- номинал «39» (центов) (Mi 4026; Sc 3993; SG 4532; Yt 3742);

- США, оборот марочного листа. Опубликованная в 2000 году, «Оливия» стала первой книгой Иана Фальконера с участием этого энергичной хрюшки. Ограничивая палитру чёрным, белым и красным, Фальконер подчеркивает ощущение мира Оливии, а не его обстановку (англ. Published in 2000, Olivia was lan Falconer’s first book starring this high-energy piglet. By limiting his palette to black, white, and red, Falconer emphasizes the feel of Olivia’s world rather than it setting.);

- мышонок Фредерик:

- США, марка. Фредерик (англ. Frederick);

- номинал «39» (центов) (Mi 4027; Sc 3994; SG 4533; Yt 3743).

- США, оборот марочного листа. Поэт-мышонок, звезда «Фредерика» (1967), — творение писателя и иллюстратора Лео Лионни, который использует коллаж из разорванной бумаги для создания историй, восхваляющих природу, креативность и доброту (англ. The mouse poet and star of Frederick (1967) is the creation of writer and illustrator Leo Lionni, who uses torn paper collage to craft stories extolling nature, creativity, and kindness.);

- США, марочный лист. Животные полюбившихся детских книг (англ. Favorite Children's Book Animals).

## Технические характеристики марок
Шаблон совместного выпуска определяет характерные черты формы марок совместного выпуска и их рисунка, отличающие их от остальных марок. Марки одной страны отличаются только рисунком и текстом, марки с одинаковым рисунком разных стран — текстом, зубцовкой и немного размерами.
1) Формат марок. Марки квадратные с размерами:
- Великобритания: 35,0 × 35,0 мм;
- США: 34,5 × 34,5 мм.

2) Рисунок марок. На марках изображены персонажи-животные детских книг на белом фоне.
3) Номиналы. Номиналы всех марок совместного выпуска расположены в верхнем правом или левом углу марки:
- Великобритания: по две марки: 2-й класс, 1-й класс, 42 пенса и 68 пенсов;
- США: для всех восьми марок 39 центов.

Технические характеристики марок.
1) Количество марок. Совместный выпуск состоит из 16 перфорированных марок, 8 британских и 8 американских. Британские марки вышли четырьмя отдельными парами-сцепками, каждая на своём марочном листе, американские марки — на марочных листах сцепками по восемь штук.
2) Тираж. США: 192 000 000.
3) Цвет. Все марки многоцветные.
4) Клей. Великобритания: марки с обычным клеем, США: марки самоклеящиеся.
5) Печать. Великобритания: литографическая офсетная печать, США: фотогравюра.
6) Тегирование.
- Великобритания. Британские марки без конкретных значений номинала тегированы:

- лягушонок Джереми Фишер: номинал 2-го класса, нанесена одна люминесцентная полоска голубоватого свечения;
- собачка Киппер: номинал 2-го класса, нанесена одна люминесцентная полоска голубоватого свечения;
- огромный крокодил: номинал 1-го класса, нанесены две люминесцентные полоски голубоватого свечения;
- медвежонок Паддингтон: номинал 1-го класса, нанесены две люминесцентные полоски голубоватого свечения;

- США. Все американские марки тегированы.

7) Зубцовка. Великобритания: гребенчатая зубцовка 10½, американские — зигзагообразная просечка, США: зигзагообразная просечка 11 (на самоклеящихся марках).
8) Производство. Великобритания: De La Rue, США: American Packaging Corporation for Sennell Security Products.
9) Листы. Марочные и соответственно типографские листы британских и американских марок средние:
- Великобритания: два марочных листа:

- марочный лист 30 (6 × 5), для горизонтальных сцепок двух марок 15 (3 × 5);
- марочный лист 60 (6 × 5 + 6 × 5), для горизонтальных сцепок двух марок 30 (3 × 5 + 3 × 5);

- США: типографский лист 96 (6 × 16 (4 × 4)).

10) Города штемпеля первого дня выпуска. Великобритания: Лондон, Стратфорд-апон-Эйвон, Лландаф (Кардифф) и другие, США: Финдли, Огайо.

Два двойных конверта первого дня с марками и штемпелями Великобритании и США.